# Propriété B
En mathématiques, dans la théorie des jeux, un ensemble peut posséder la propriété B.
Concrètement, en prenant un jeu fini X, une collection C de sous-jeux de X de taille n; X possède la propriété B ssi on peut séparer X en deux sous-jeux distincts Y et Z, tels que chaque jeu de C corresponde à la fois à Y et à Z. Le plus petit nombre de jeux de taille n qui n'ont pas la propriété B est noté m(n).

## Valeur dem(n)
On sait que m(1) = 1, m(2) = 3, et m(3) = 7; la valeur de m(4) est inconnue, mais probablement comprise entre 21 et 23 (Seymour, Toft, Manning). 
- m(1) : pour n = 1, le jeu X = {1}, et C = {{1}}. Alors C n'a pas la propriété B : m(1) = 1.

- m(2) : pour n = 2, le jeu X = {1, 2, 3} et C = {{1, 2}, {1, 3}, {2, 3}}. Alors C n'a pas la propriété B, donc m(2) ≤ 3. D'autre part, C' = {{1, 2}, {1, 3}} la possède (jeu Y = {1} et Z = {2, 3}), donc m(2) ≥ 3. On a 3 ≤ m(2) ≤ 3, donc m(2) = 3.

- m(3) : pour n = 3, le jeu X = {1, 2, 3, 4, 5, 6, 7}, et C = {{1, 2, 4}, {2, 3, 5}, {3, 4, 6}, {4, 5, 7}, {5, 6, 1}, {6, 7, 2}, {7, 1, 3}} (système de Steiner, S7); C n'a pas la propriété B (donc m(3) ≤ 7), mais si un seul des éléments de C est omis, alors il pourrait être considéré comme Y et le jeu restant C' aurait la propriété B (donc m(3) ≥ 7). On a 7 ≤ m(3) ≤7, donc m(3) = 7.